# IC 1831
IC 1831 је емисиона маглина у сазвјежђу Касиопеја која се налази на листи објеката дубоког неба у Индекс каталогу.
Деклинација објекта је + 63° 0' 36" а ректасцензија 2h 44m 0,0s. IC 1831 је још познат и под ознакама CED 8.